# Heróis da TV
Heróis da TV foi um título usado em 2 revistas da Editora O Cruzeiro e 4 revistas publicadas pela Editora Abril, uma editora brasileira.

## O Cruzeiro

### Primeira série
Em 1962, a Editora O Cruzeiro lançou uma revista em quadrinhos para publicar histórias de personagens de séries de TV live-action do gênero policial publicadas pela Dell Comics, como Mike Shayne (da série Michael Shayne), e Steve Carella (da série TV 87th precinct)

### Segunda série
Em 1970, a editora reuniu quadrinhos de personagens infantis adaptados de desenhos animados como Manda-Chuva e Gasparzinho baseada na revista americana, Hanna-Barbera Super TV Heroes publicada pela Gold Key Comics (selo da Western Publishing) a revista se chamou Almanaque Super-Heróis da TV e depois Almanaque Heróis da TV.

## Abril Jovem

### Série Hanna-Barbera (1972-1975)
Assim como a segunda série da Editora O Cruzeiro, essa versão publicava adaptações de programas de televisão produzidos pela Hanna-Barbera.
Como curiosidade, nota-se nessa fase a alteração de nomes de alguns personagens famosos dos desenhos, feitos com frequência pelos editores: o Salsicha, da série do Scooby-Doo, por exemplo, aparecia na revista com o nome de Barbicha.
Como acontecia com os personagens Disney, os da Hanna-Barbera também tiveram aventuras criadas pelos artistas brasileiros dos Estúdios Abril que foram publicadas na revista.

### Série Marvel (1979 - 1988)
A edição número 1 foi publicada, em julho de 1979 e a última edição, número 112, foi publicada em outubro de 1988. Foram 112 edições sobre o Universo Marvel. Não havia personagens fixos nas revistas, sendo publicado um mix de super-heróis: iniciou com os mais conhecidos, como o Homem de Ferro, Thor, Namor etc., ou seja, aqueles que realmente eram "da TV", graças a série com os super-heróis Marvel de 1966 (com exceção do Capitão América, lançado em título próprio, Terror de Drácula e do Hulk, cujos direitos ficaram para a Editora Rio Gráfica). Aos poucos foram introduzidos outros heróis como o Surfista Prateado, Doutor Estranho, Vingadores, Punho de Ferro até que finalmente chegou-se aos inéditos no país, surgidos a partir dos anos 80.

### Série Heróis Japoneses (1992 - 1993)
Revista mix criada após o cancelamento da revista "O Fantástico Jaspion" (total de 12 edições), trazia adaptações das séries de TV Japonesa: Maskman e o próprio Jaspion (que também havia sido publicado pelas editoras EBAL e Bloch Editores), Spielvan, Black Kamen Rider, Changeman e Cybercop (única série que não pertencia à Toei Company, e sim à Toho Co.) feitas por artistas brasileiros, dentre eles Marcelo Cassaro e Watson Portela, Arthur Garcia e Alexandre Nagado.
Estas histórias eram levemente baseadas nas séries de TV e podia-se ver crossovers entre as séries da Toei Company (exceto Black Kamen Rider).
De acordo com o quadrinhista Aluir Amancio, as histórias seguiam o estilo dos super-heróis dos comics

### Revista Informativa
Em Outubro de 2001 o nome Heróis da TV também foi usado pela Editora Abril para uma revista informativa sobre quadrinhos, cinema, animes e cultura pop.
17 edições da revista vinham com um brinde, fitas em VHS do anime Dragon Ball Z.
Em 2003, foi publicado o filme "A Grande Aventura na China!!", primeiro filme do anime Ranma ½, a Editora chegou anunciar que publicaria o segundo filme, o que não aconteceu.